# MotoGP '07
MotoGP '07 est un jeu vidéo de course de moto développé par Climax Racing et édité par THQ en 2007 sur Xbox 360 et Windows.

## Accueil
- Jeuxvideo.com : 15/20[1]